# 尹英美
尹英美（韓語：윤영미），韓國電視劇編劇。

## 作品

### 電視劇
- 2005年：SBS《我的愛Toram》
- 2006年：SBS《101次求婚》
- 2007年：MBC《新賢母良妻》
- 2009年：KBS《薔花紅蓮》
- 2011年：SBS《太陽的新娘》
- 2013年：SBS《好好長大的女兒荷娜》
- 2014年：SBS《美女的誕生》
- 2018年：SBS《善良魔女傳》
- 2022年：tvN《夏娃的醜聞》

## 外部連結
- NAVER搜索 （页面存档备份，存于）